# 애틀랜타 라디오코리아
애틀랜타 라디오코리아는 미국 조지아주 애틀랜타에 방송 라이센스를 가지고, 애틀랜타 광역권을 권역으로 하는 한국어 라디오 방송국이다. 호출부호는 WQXI, 주파수는 AM 790 kHz 와 FM 96.7이다.
2005년 6월 1일에 첫 시험방송을 송출하였다. 첫 송출 당시에는 '라디오코리아'라는 사명으로 주파수 1310 kHz에서 출력 2,500W로 방송되었다가, 2007년 6월 30에는 주파수 1080 kHz로 옮기고 호출부호 WFTD에 출력 50,000W로 방송되었다. 동시에 사명도 현재의 애틀랜타 라디오코리아가 되었으며 2016년 주파수를 AM790으로 변경하였다.

## 주파수
- 콜사인 : WQXI, 주파수 : 790 AM, 안테나 출력 : 28,000 W (Day Time) / 1,000 W (Night Time)